# Mungia
Mungia város Spanyolországban,  Bizkaia tartományban. Mungia Bakio, Bermeo, Meñaka, Gamiz-Fika, Zamudio, Derio, Loiu, Gatika és Maruri-Jatabe községekkel határos. Lakosainak száma 17 997 fő (2024).

## Népesség
A település népessége az utóbbi években az alábbiak szerint változott:
| Lakosok száma | 13 772 | 14 446 | 15 401 | 16 209 | 16 912 | 17 055 | 17 384 | 17 691 | 17 662 | 17 997 |
|               | 2001   | 2004   | 2007   | 2009   | 2012   | 2014   | 2017   | 2019   | 2022   | 2024   |